# Fiesta Nacional de la Chicha
Todos los años, en el mes de marzo, Argentina realiza su Festival Nacional de la Chicha en el pueblo de La Caldera, Provincia de Salta, localidad ubicada a 22 km de la ciudad de Salta (capital de la provincia homónima).
El festival ha logrado insertarse dentro del calendario de los más importantes festivales folclóricos del país en el que destacadas figuras del folclore nacional se hacen presente en cada edición.
En esta fiesta, la cultura indígena gana las calles del pueblo gracias a la participación de las agrupaciones tradicionalistas que le dan un marco de historia y tradición, y en la que no falta la buena chicha y el asado argentino.

## Preparación previa al festival
Las chicheras (personas que preparan la chicha), ayudados por familiares y amigos, desde muchas semanas antes comienzan con el preparado de la bebida.
Elaborada artesanalmente, la chicha realizada en la región es a base de harina de maíz, la que es realizada por familias que conservan la tradición de realizarla año a año, legado transmitido de padres a hijos por generaciones.

## Comidas regionales, doma, espectáculo folclórico y baile popular
El festival que consta de tres noches
En las dos primeras noches pueden escucharse la presentación musical de artistas nacionales destacados del folclore argentino y, posteriormente, en un tercer día, jinetes afamados de la provincia y del país muestran sus habilidades en la doma, los que, por sistema de puntos, reciben luego los correspondientes premios al mérito y la destreza.
En las zondas, pueden degustarse comidas típicas de la región y por último, como cierre del festival, se organiza el baile popular con grandes orquestas a cargo de la comisión de corsos local.

## Reina nacional de la chicha
Debido a que la fiesta nacional es muy reciente, hasta el momento no se realizó la elección de la reina en ninguna de sus ediciones.

## Eventos similares
- Festival de la chicha, la vida y la dicha, Bogotá (Colombia)